# Acrocercops punctulata
Acrocercops punctulata là một loài bướm đêm thuộc họ Gracillariidae. Loài này có ở Nam Phi.